# Claus-Peter Lieckfeld
Claus-Peter Lieckfeld  (* 18. November 1948 in Hanstedt (Nordheide), teilweise auch Klaus-Peter Lieckfeld) ist ein deutscher Schriftsteller und Journalist.

## Leben
Lieckfeld studierte Lehramt und absolvierte das zweite Staatsexamen für Deutsch und Sozialkunde. Er war zunächst als Lokaljournalist in Nordheide und beim NDR-Oldenburg tätig. In den 1980er war er Gründungsmitglied des Umweltmagazins Natur, das von Horst Stern herausgegeben wurde. Bei Natur war er als Redakteur von 1981 bis Dezember 1988 tätig. Von 1989 bis 1996 war er Chefredakteur des pro futura-Verlags, der Bildbände in Zusammenarbeit mit dem WWF veröffentlichte. Seit Ende der 1980er lebt er westlich von München mit Veronika Straaß zusammen.
Claus-Peter Lieckfeld ist seit 1997 ein freier Autor, unter anderem für GEO, Merian, mare, Die Zeit und das SZ-Magazin. Er hat ferner Hörspiele, die im Saarländischen Rundfunk gesendet wurden, und Kabarettbeiträge für die Sendung Scheibenwischer, die Münchner Lach- und Schießgesellschaft und Lore Lorentz verfasst. Weiterhin hat er zwei historische Romane und zahlreiche Sachbücher geschrieben, meist zu Themen des Umweltschutzes und der Natur. Im Jahr 2018 erschien der Roman Die Flucht des großen Jägers. Über das Meer in ein neues Land über den Wildschütz Hans Eidig.
Lieckfeld lebt in Windach.

## Auszeichnungen und Ehrungen
- 1987: Deutscher Science Fiction Preis gemeinsam mit Frank Wittchow für 427. Im Land der grünen Inseln[3]

## Publikationen
- Geschichte im Böhmerwald. VSK, Köln 1976.
- Gedichte unter Zeitdruck: Gedichte und kleine Prosa. Oberbaumverlag, Berlin 1977, ISBN 3-87628-124-5.
- Thema: Ein Fluss ist kein Entwässerungsgraben: Interessenwiderstreit zwischen Landwirtschaft und Wasserbau auf der einen Seite und Naturschutz auf der anderen am Beisipel der geplanten Soeste-Ausbaus. Norddeutscher Rundfunk, Oldenburg 1980.
- Rilkes Herbst findet nicht statt: Gedichte von 1977-1983. Unionsverlag, Zürich 1984, ISBN 3-293-00065-7.
- mit Frank Wittchow: 427: Im Land der grünen Inseln. Schönberger, München 1986, ISBN 3-89114-023-1.
- Esel und Co.: Ökomärchen. Droemer Knaur, München 1988, ISBN 3-426-01507-2.
- mit Veronika Straaß: Leben wie ein Hund: Über Tierliebe und Tierkenntnis. Rowohlt, Reinbek bei Hamburg 1991, ISBN 3-499-20598-X.
- mit Veronika Straaß: Meine Katze: Ein Rotfuchs-Sachbuch. Rowohlt, Reinbek bei Hamburg 1993, ISBN 3-499-20697-8.
- Raben über der Autobahn. Stendel, Waiblingen 1994, ISBN 3-926789-09-3.
- Rinaldo ist ein Esel: Zehn ungewöhnliche Tierportraits. Rasch und Röhring, Hamburg 1996, ISBN 3-89136-594-2.
- Das Buch Haithabu: Die Aufzeichnungen eines Mönchs aus der Wikingerzeit: Roman. Knaus Verlag, München 1997, ISBN 3-8135-0050-0.
- mit Veronika Straaß und Katharina Lausche: Katzen: Kleiner Ratgeber für Tierfreunde. Rowohlt, Reinbek bei Hamburg 1997, ISBN 3-499-20911-X.
- Das Buch Glendalough: Roman. Goldmann, München 2000, ISBN 3-442-75045-8.
- mit Veronika Straaß: Mythos Vogel: Geschichte – Legenden – 40 Vogelporträts. BLV Verlag, München; Wien; Zürich 2002, ISBN 3-405-16108-8.
- mit Carlo Mari: Mein Traum von Afrika. Frederking & Thaler, München 2003, ISBN 3-89405-613-4.
- mit Veronika Straaß: Mythos Pferd: Geschichten und Legenden von der Antike bis heute. BLV Verlag, München; Wien; Zürich 2004, ISBN 3-405-16721-3.
- mit Monika Rößiger: Mythos Meer: Geschichten – Legenden – Tatsachen. BLV Verlag, München; Wien; Zürich 2004, ISBN 3-405-16610-1.
- mit Veronika Straaß: Mythos Berge: Götter, Gipfel und Geschichten. BLV Verlag, München 2005, ISBN 3-405-16890-2.
- mit Ingo Arndt: Logbuch Polarstern: Expedition ins antarktische Packeis. Frederking & Thaler, München 2005, ISBN 3-89405-654-1.
- mit Veronika Straaß: Singvögel. BLV Verlag, München 2005, ISBN 3-405-16867-8.
- Tatort Wald: Von einem, der auszog, den Forst zu retten. Westend Verlag, Frankfurt am Main 2006, ISBN 3-938060-11-5.
- Der Fluss und der Fluss der Zeit. Amt der Tiroler Landesregierung, Abt. Umweltschutz, Innsbruck 2007, ISBN 978-3-902169-06-8.
- Der frierende Eisbär und andere tierische Überlebensgeschichten. Langen Müller Verlag, München 2008, ISBN 978-3-7844-3129-1.
- mit Ingo Arndt und Peter Huemer: Nomaden des Windes: Der Zug der Monarchfalter und andere Schmetterlingswunder. Frederking & Thaler, München 2008, ISBN 978-3-89405-709-1.
- mit Ingo Arndt: Tierreich: Schwärme, Herden, Kolonien. Knesebeck Verlag, München 2010, ISBN 978-3-86873-180-4.
- Anwalt der Hexen. Pater Spee… und der Mann, der ihn zweimal traf: Eine Reise in den Dreißigjährigen Krieg. Vedra Verlag, München 2011, ISBN 978-3-939356-23-3.
- mit Markus Imhoof: More than Honey: Vom Leben und Überleben der Bienen. Orange-Press, Freiburg im Breisgau 2013, ISBN 978-3-936086-67-6.
- mit Heidi Koch: Makrokosmos Honigbiene. Dölling und Galitz, München; Hamburg 2013, ISBN 978-3-86218-057-8.
- mit Veronika Straaß: Wandlungskünstler: Die geheime Erfolgsgeschichte der Insekten. Dölling und Galitz Verlag, München 2018, ISBN 978-3-86218-087-5.
- Die Flucht des großen Jägers: Über das Meer in ein neues Land: Roman. KJM Buchverlag, Hamburg 2018, ISBN 978-3-96194-053-0.
- Die Wiederkommer: Erzählungen und eine Bestandsaufnahme. KJM Buchverlag, Hamburg 2020, ISBN 978-3-96194-114-8.
- mit Veronika Straaß: Überflieger: Die vier Leben der Schmetterlinge. Dölling und Galitz Verlag, München 2022, ISBN 978-3-86218-087-5.
- Helmut Donat (Hrsg.) mit Jürgen Arnold, Karlheinz Hug: Der Fall Jodl: Kunst gegen Kriegsverbrecher. Donat, Bremen 2022, ISBN 978-3-949116-12-4.
- Heide. KJM Buchverlag, Hamburg 2023, ISBN 978-3-96194-203-9.
- Das Süderende der Welt: Die sieben Leben des Jürgen Rickmers: Roman. KJM Buchverlag, Hamburg 2023, ISBN 978-3-96194-187-2.